# Оркестр Detroit News
Оркестр Detroit News (англ. Detroit News Orchestra) — камерный оркестр из Детройта, первый в США радиооркестр.
Был создан в 1922 году и включал в себя 16 музыкантов, из которых 14 были участниками Детройтского симфонического оркестра; обязанности дирижёра исполнял Отто Крюгер, игравший в Детройтском симфоническом оркестре на флейте-пикколо (в дальнейшем он возглавил оркестр детройтского отделения Управления работ общественного назначения). Концертмейстером был скрипач Морис Уорнер, ученик Леопольда Ауэра. Оркестр выступал на детройтской радиостанции WWJ, созданной в 1920 году и принадлежавшей газете Detroit News, студия располагалась в здании редакции. Первое выступление состоялось 28 мая 1922 года, после того, как в феврале радиостанция с успехом транслировала концерт большого Детройтского симфонического оркестра под управлением Осипа Габриловича (солист Артур Шнабель). Оркестр играл каждый будний день в 19 часов и по воскресеньям в 14 часов. Среди выступавших с оркестром солистов был молодой певец-баритон Томас Дьюи, в дальнейшем известный американский политик. Концерты оркестра субсидировались Детройтским банком, недельная стоимость работы оркестра составляла 1100 долларов США. Выступления оркестра продолжались до 1927 года, когда радиостанция предпочла заменить его другим коллективом, исполнявшим более лёгкую музыку.
Вещание радиостанции WWJ было доступно далеко за пределами города и штата, но рекорд, как сообщалось, был установлен 23 ноября 1922 года, когда Оркестр Detroit News около полуночи исполнил популярный вальс Хулиана Робледо «В три часа утра» (англ. Three O'Clock in the Morning), и эта композиция была полностью прослушана в 6.30 утра по местному времени Антоном Фрэнсисом Костой (1886—1944), почтмейстером города Ваилуку на Гавайских островах, и его гостями, — таким образом, радиоволна преодолела около 4400 миль (более 7000 км); «это была прекрасная музыка», — написал в Детройт почтмейстер Коста.